# Miguel Pupo
Pour les articles homonymes, voir Pupo.
Miguel Pupo est un surfeur professionnel brésilien né le 19 novembre 1991 à Itanhaém, dans l'État de São Paulo au Brésil. À l'instar de son compatriote Gabriel Medina, champion du monde de surf en 2014, Pupo fait partie de la nouvelle génération de surfeurs brésiliens également appelée « brazilian storm ».

## Palmarès et résultats

### Saison par saison
- 2010 :
  - 3e du Islas Canarias Santa Pro à Lanzarote (Îles Canaries)

- 2011 :
  - 1er du Nike Lowers Pro à San Clemente (Californie)
  - 1er du O'Neill Coldwater Classic Santa Cruz à Santa Cruz (Californie)

- 2012 :
  - 1er du Hang Loose Pro à Fernando de Noronha (Brésil)
  - 2e du Nike US Open of Surfing à Huntington Beach (Californie)

- 2015 :
  - 3e du Quiksilver Pro Gold Coast à Gold Coast (Australie)
  - 3e du SATA Azores Pro à São Miguel (Açores)[1]

### Classements
| Année             | 2011 | 2012 | 2013 | 2014 |
| ----------------- | ---- | ---- | ---- | ---- |
| Championship Tour | 36e  | 17e  | 19e  | 19e  |
| Qualifying Series | 17e  | 11e  | 26e  | 97e  |